# تراث رقمي
التراث الرقمي (بالإنجليزية: Digital Heritage)‏ يتكون من الموارد الفريدة للمعرفة البشرية والتعبير البشري التي تم إنشاءها رقميًا، أو تحويلها إلى شكل رقمي من الموارد المماثلة الموجودة بالفعل.